# Gladiatorspett
Gladiatorspett (Campephilus robustus) är en fågel i familjen hackspettar inom ordningen hackspettartade fåglar.

## Utseende
Gladiatorspetten är en mycket stor hackspett. Huvudet är mestadels rött med en kort tofs och en kraftig grönaktig näbb. Vingar och stjärt verkar svarta hos sittande fågel, men i flykten syns kanelbruna fläckar ovan och under. Noterbart är även en stor beige fläck på ryggen och kraftig tvärbandning undertill. Hanen har en vit öronfläck, medan honan har ett tydligt vitt mustaschstreck.

## Utbredning och systematik
Fågeln förekommer i låglänta områden från sydöstra Brasilien till östra Paraguay och nordöstra Argentina (Misiones). Den behandlas som monotypisk, det vill säga att den inte delas in i några underarter.

## Status och hot
Arten har ett stort utbredningsområde, men tros minska i antal, dock inte tillräckligt kraftigt för att den ska betraktas som hotad. Internationella naturvårdsunionen IUCN listar arten som livskraftig (LC).